# Zhu (houseproducer)

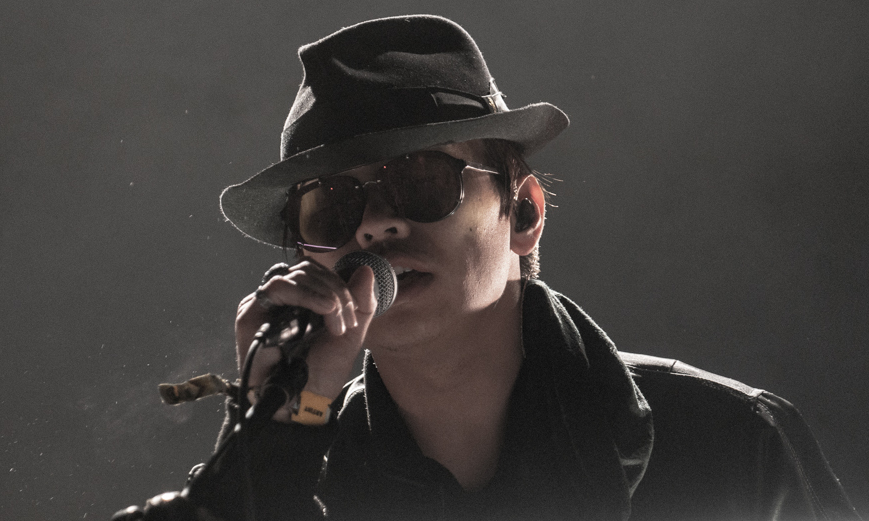
Steven Zhu

Steven Zhu is een Amerikaanse houseproducer die opereert onder de naam Zhu. Over Zhu is zeer weinig bekend. Hij is geboren op 28 april 1989 in San Francisco, Californië. Hij heeft verschillende sets gedraaid op grote festivals, waar hij voorheen vaak anoniem draaide door achter een groot scherm te blijven. Tegenwoordig draait Zhu echter vaker zichtbaar. Een bekende set van Zhu staat op het youtube-kanaal Cercle. Hier draait hij zichtbaar voor een groep mensen in Nagano, Japan. 

## Biografie
Zhu liet voor het eerst van zich horen aan het begin van 2014. Van hem verscheen de single Moves Like Ms. Jackson die een remixversie was van de hit The Way You Move van Outkast. Het nummer werd door de media opgemerkt, maar degene die het nummer geproduceerd had maakte zich niet bekend. In april van 2014 verscheen de The Nightday EP op zijn eigen label Mind Of A Genius. Daarop stonden zes nummers. Hiervan verscheen de track Faded op single. Het nummer werd in meerdere landen een hit. Het nummer Faded werd genomineerd voor een Grammy Award.
In september van 2014 debuteerde Zhu ook als dj. Daarbij hield hij zijn identiteit verborgen door steeds achter een scherm te staan. In december 2014 suggereerde Skrillex dat hij Zhu zou zijn door een actie op een party in Brisbane. De meeste bloggers geloofden echter niet dat Zhu echt van Skrillex zou zijn.

## Discografie
Singles en ep's:
- Moves Like Ms. Jackson (2014)
- The Nightday EP (2014)
- Faded (2014)
- Automatic (2015)
- In the Morning (2016)
- Generationwhy (2016)
- Ringos Desert Pt.1 (2018)

- Library of Congress Control Number: no2017001083
- MusicBrainz: eca0569c-877e-4d72-a280-90581c2adfd5
- Virtual International Authority File: 79148449771515691350
- WorldCat: E39PBJcKQ3HC4DH4pPj4K9dCwC